# Fordia rheophytica
Fordia rheophytica är en ärtväxtart som först beskrevs av Buijsen, och fick sitt nu gällande namn av Dasuki och Anne M. Schot. Fordia rheophytica ingår i släktet Fordia och familjen ärtväxter. Inga underarter finns listade i Catalogue of Life.